# Jasper Haest
Jasper Haest (né le 28 avril 1999 à Bréda) est un coureur cycliste néerlandais,. Il a notamment remporté une étape du Tour de Slovaquie en 2022,.

## Palmarès
- 2018
  - Wielerronde Hartje Baarn[3]
- 2022
  - 4e étape du Tour de Slovaquie
- 2023
  - 2e du Mémorial Philippe Van Coningsloo
- 2025
  - Ronde van Hoogerheide

## Classements mondiaux
| Année                                 | 2022  | 2023  | 2024  |
| ------------------------------------- | ----- | ----- | ----- |
| Classement mondial                    | 1873e | 1287e | 3034e |
| UCI Europe Tour                       | 1205e | nc    | nc    |
|                                       |       |       |       |
| Légende : nc = non classéSource : UCI |       |       |       |